# HBO Signature
HBO Signature es un canal de televisión por suscripción premium latinoamericano de origen estadounidense, propiedad de Warner Bros. Discovery Latin America, filial de HBO (subsidiaria de Warner Bros. Discovery). Fue lanzado en 1990 en los Estados Unidos como HBO3 hasta 1998 para darle paso a su denominación actual y 14 años después el canal fue lanzado por primera vez en Brasil el 1 de febrero de 2012 al ser lanzado más tarde en toda América Latina. En Brasil, el canal reemplazó a HBO Family Oeste y con señal exclusiva para el país, que se muestra con audio original y subtítulos sin cortes comerciales.

## Programación
La programación de HBO Signature se basa en la emisión de contenido original producido por HBO, entre ellos series, películas y documentales producidos por el mismo grupo, incluyendo Los Soprano, Six Feet Under y Entourage. También emite documentales de elaboración propia de la cadena HBO.